# Heerlens

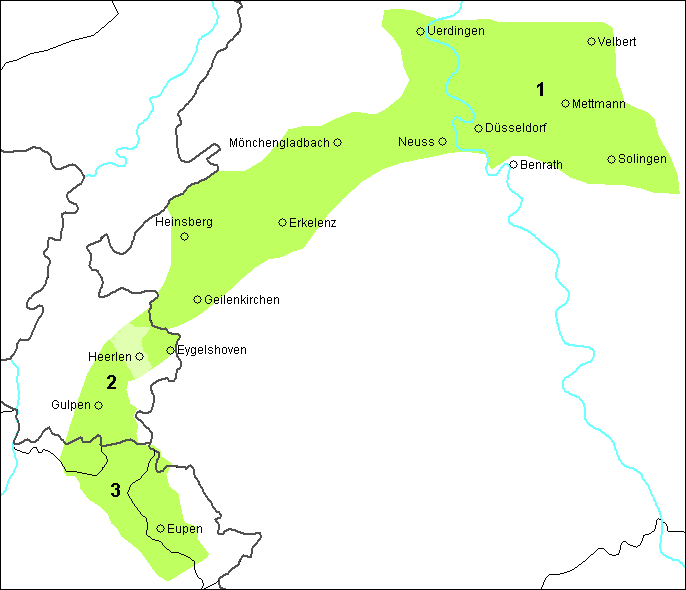
Het Oostlimburgs-Ripuarisch dialectgebied.
Subdialecten: 1. Bergisch, 2. Oostelijk Zuidlimburgs, 3. Platdiets. In lichtgroen het gebied waar Heerlens overheerst.

Het Heerlens is een stadsdialect dat de meest courante omgangstaal van de stad Heerlen is. Het dialect heeft zijn basis in zowel het Limburgs als het Standaardnederlands.
Verwante taalvormen treft men in heel Limburg en vooral de voormalige mijnstreek Parkstad aan, vaak in het contact tussen sprekers en niet-sprekers van de traditionele lokale Limburgse dialecten, maar nergens anders heeft een dergelijke mengeling een zo sterke positie gekregen als in Heerlen.
De taalvorm heeft veel bijnamen: Huillands ("Hollands om van te huilen"), Steenkolenhollands, Steenkolenplat (en de Limburgse varianten daarvan zoals Sjteinkoleplat, Sjteenkaoleplat), Hollesj mit knoebele ("Hollands met bultjes", vergelijk de Belgisch-Nederlandse uitdrukking Engels/Nederlands/Frans met haar op) of Misjmasj ("mengelmoes").

## Ontstaan
Vanaf het einde van de negentiende eeuw verschoof het centrum van de Oostelijke Mijnstreek vanuit Kerkrade naar Heerlen, toen nog een dorp van 6000 inwoners. Dit dorp was in principe eentalig, met een bevolking die het Heerlens dialect sprak (een variant van het Oostlimburgs-Ripuarisch) en een bovenlaag die zich onder elkaar van het Nederlands of het Duits bediende. Toen echter de explosief groeiende industrie mijnwerkers vroeg, breidde het aantal niet-Heerlenaren zich al even explosief uit, vooral in de jaren 1910. In 1935, toen de arbeidsimmigratie door de crisis tot een stop kwam, waren het er al 50.000. Die nieuwelingen kwamen voor een deel uit de oude mijnen bij Kerkrade en juist over de Duitse grens, maar nog veel vaker uit de rest van Limburg, uit de rest van Nederland of uit Oost-Europa.
Tot die tijd bleef de Heerlense gemeenschap echter nog lang intact, omdat de immigranten zich in kolonies buiten het dorp vestigden en zich hoegenaamd niet met de bevolking mengden. Na de Tweede Wereldoorlog werd dat anders: Heerlen werd gemoderniseerd en alle inwoners kwamen bij elkaar te wonen. Zo ontstond het Heerlens Nederlands: als een contacttaal tussen Heerlenaren, andere Limburgers, andere Nederlanders en buitenlanders. (De allereerste basis voor dit dialect zal al in de mijnen zijn gelegd, als mijnwerkers-pidgin.) De eerste jaren hielden de Heerlenaren onder elkaar nog wel vast aan het dialect, maar in de jaren vijftig en zestig veranderde dat radicaal: men probeerde de kinderen op te voeden in het Nederlands. Het uiteindelijke resultaat werd een verlimburgst Nederlands, zowel voor de mensen met een Limburgse als met een niet-Limburgse achtergrond. Toch is vandaag de dag het Heerlens nog niet helemaal uitgestorven, omdat dialecten in Limburg in een hoog aanzien staan.

## Kenmerken
Net als de Hollandse stadsdialecten zoals het Amsterdams en het Haags bestaat het Heerlens Nederlands in verschillende gradaties. In de dagelijkse communicatie thuis of in het café wijkt de taal het meeste af van het Algemeen Nederlands.
Het vocabulaire heeft een groot aantal Heerlense woorden, met name voor alledaagse zaken, zoals bats ("bil"), foemel ("lapje"), heem ("thuis"), kitsj ("klokhuis"), pietsje ("knijpen"), pratsj ("modder"), richtig ("echt, juist"), sjpas ("lol"), veëdig ("klaar"), sjoepkar ("kruiwagen") en zeem ("appelstroop"). De grammatica kenmerkt zich door een groot aantal constructies met zich: Hij neemp zich nog ene. De uitspraak is zwaar beïnvloed door de lokale uitspraak van het Limburgs en kent t-deletie, het verschil tussen stoottoon en sleeptoon en de Limburgse intonatie van vragen. Veelal worden ook de s en z als sj, respectievelijk zj uitgesproken. Bijvoorbeeld: 'spreekster' wordt 'sjpreekster' en zwembad wordt 'zjwembad'. Wanneer er een klinker komt na de s/z wordt dit niet gedaan, bijvoorbeeld 'sekte' wordt niet uitgesproken als 'sjekte'.
Veel uitdrukkingen uit het Heerlens dialect worden tegenwoordig een op een vertaald naar het Hollands en zo ook gebruikt. Voorbeeld: laat je maar niks d'r heen make. Oorspronkelijk in dialect: Lot dich mar nieks d'r hin make (laat je maar niet voor gek verslijten).

## Onderzoek
Pionier in het onderzoek naar deze taalvorm is Leonie Cornips, zelf moedertaalspreekster van dit dialect. In 1987 publiceerde zij als doctoraalscriptie een monografie over het Nederlands van Heerlen, terwijl ze in 1994 promoveerde op Syntactische variatie in het Algemeen Nederlands van Heerlen. Een andere taalkundige die zich met het Heerlens Nederlands bezighield was M. de Bode.

## Trivia
Het Heerlens wordt door velen gezien als noch Algemeen Nederlands, noch Limburgs. Vooral tijdens carnaval is dit aanleiding tot vele vormen van spot. Een bekende muziekgroep die met deze taalvorm speelt is Demi-Sec.